# حسین عبدی
حسین عبدی (زادهٔ ۱ فروردین ۱۳۴۶) بازیکن فوتبال پیشین و مربی فوتبال اهل ایران است. او هم‌اکنون هدایت تیم ملی فوتبال جوانان ایران را بر عهده دارد.
حسین عبدی سابقه سرمربیگری در باشگاه داماش گیلان و مشاوری در تیم ملی فوتبال زنان ایران را دارد، وی دارای مدرک حرفه‌ای مربی‌گری است.
حسین عبدی پس از علی پروین و محمد پنجعلی با ۲۶۱ بازی برای تیم بزرگسالان پرسپولیس سومین بازیکن رکورددار تعداد بازی در تاریخ باشگاه پرسپولیس محسوب می‌شود.وی صعودی تاریخی با تیم ملی نوجوانان فوتبال ایران در جام جهانی در گروه مرگ رقم زد.

## زندگی حرفه‌ای

### آغاز
حسین عبدی در سال‌های نخست دهه ۱۳۶۰ در ۱۵ سالگی، در زمین خاکی محله پامنار تهران، گل‌کوچک بازی می‌کرد و بازی خیلی خوبی داشت. رکن‌الدین دبیر با دیدن بازی عبدی، او را به باشگاه آبان دعوت کرد. در سال ۱۳۶۳ حسین مراغه‌چیان، سرمربی وقت جوانان استقلال، او را در تمرین تیم آبان دید و با او برای حضور در استقلال صحبت کرد. اما چون رکن‌الدین دبیر طرفدار پرسپولیس بود با اصرار دبیر به جوانان پرسپولیس پیوست. حسین عبدی تا سال ۱۳۶۵ عضو تیم جوانان پرسپولیس بود.

### تصادف
حسین عبدی در ۱۲ فروردین ۱۳۶۵ درحالی‌که آماده رفتن به سربازی می‌شد با موتور تصادف شدیدی کرد. پزشکان تشخیص دادند که کمر او از دو نقطه شکسته است و قطع نشدن نخاع او در مسیر انتقال به بیمارستان را معجزه دانستند. در جراحی، دو قطعه پلاتین در کمر او قرار دادند و به عبدی گفتند که ادامه فوتبال برای او ریسکی بزرگ در حد فلج شدن خواهد داشت. عبدی دو ماه در بیمارستان بستری بود. سپس با کمک عصا و کمربند، راه رفتن را شروع می‌کند. او گفته بود که فکر می‌کرده دیگر توانایی راه رفتن را ندارد و همه عمر باید روی تخت بماند. او حتی تا دو هفته قدرت حرکت دادن انگشتان پاهای خود را هم نداشت.

### بازگشت
حسین عبدی ۹ ماه پس از جراحی، نرم دویدن را در داودیه آغاز کرد. هنگامی‌که مربی جوانان پرسپولیس او را در حال دویدن دید از او پرسید که آیا آماده بازگشت به فوتبال هست یا نه و حسین عبدی پاسخ مثبت داد. او سپس با نظر علی پروین به تیم بزرگسالان پرسپولیس پیوست.

### بازی حرفه‌ای
حسین عبدی بین سال‌های ۱۳۶۶ تا ۱۳۷۹ در میانه زمین به عنوان هافبک دفاعی برای پرسپولیس بازی می‌کرد. او از موثرترین و بی‌حاشیه‌ترین بازیکنان سال‌های طلایی و پرستاره پرسپولیس بود. عبدی در آغاز بازی در پرسپولیس، با شماره ۸ بازی می‌کرد. یک سال بعد، مجتبی محرمی که از نیروی زمینی به پرسپولیس پیوسته بود از عبدی خواست که شماره ۸ را به او بدهد. عبدی پذیرفت و شماره ۱۲ را به خاطر علاقه به آلن ژیرس فرانسوی برتن کرد. او تا سال ۱۳۷۹ با همین شماره برای پرسپولیس بازی می‌کرد. عبدی ۲۶۱ بار برای پرسپولیس در رقابت‌های لیگ قدس، جام آزادگان، جام حذفی، جام در جام آسیا، و جام باشگاه‌های آسیا بازی کرد. او پس از علی پروین با ۳۴۱ بازی و محمد پنجعلی با ۲۶۴ بازی، سومین بازیکن از نظر شمار حضور در این تیم محسوب می‌شود. عبدی از ۱۳۷۵ تا ۱۳۷۹ کاپیتان پرسپولیس بود. او هرگز به تیم ملی ایران دعوت نشد. اما بازیکن بزرگی برای باشگاه بود. برخی دلیل این موضوع را بی‌حاشیه بودن و دیده نشدن بازی ساده او در مرکز زمین می‌دانستند.
در سال ۱۳۷۹ حسین عبدی پس از درگیری لفظی کوتاه با علی پروین، از پرسپولیس جدا شد. او شش ماه برای باشگاه فوتبال سپاهان بازی کرد. او مدتی بعد راهی کویت و سپس امارات متحده عربی شد و خیلی زود فوتبال را کنار گذاشت.

### مربی‌گری
زندگی در امارات، او را به فکر مربیگری انداخت. بنابراین به بریتانیا سفر کرد و بدون وقفه تا رسیدن به مدرک حرفه‌ای، تحصیل در مربیگری را ادامه داد. حسین عبدی پس از بازگشت به ایران در سال ۱۳۸۶ به مربی‌گری تیم داماش گیلان پرداخت. اما حضور او در این تیم چندان طول نکشید. پس از آن سرمربیگری در تیم‌های رده‌های مختلف پرسپولیس را تجربه کرد. در سال ۱۳۸۷ در زمانی که پرسپولیس بدون مربی، فصل نقل‌وانتقالات و بدن‌سازی را آغاز کرده بود حسین عبدی به عنوان مربی این تیم انتخاب شد. او تیم را به اردوی ترکیه یرد و پس از بازگشت به ایران، زلاتکو کرانچار سرمربی شده بود. عبدی در آغاز کمک‌مربی کرانچار و پس از آن کمک‌مربی علی دایی در پرسپولیس بود.
از همان زمان، بسیاری او را متخصص در امور تیم‌های پایه می‌دانستند. با این حال علاقه شخصی او به ادامه دادن در تیم‌های بزرگسالان، بار دیگر او را به ایران و تیم پرسپولیس کشاند. عبدی در سال ۱۳۹۳ به عنوان دستیار در کنار حمید درخشان در پرسپولیس حضور داشت. پس از نتایج ناامید‌کننده پرسپولیس با درخشان، او مدتی کوتاه هدایت این تیم را در دست گرفت تا برانکو ایوانکوویچ هدایت تیم را بر عهده گرفت. پس از آن به تیم دوم پرسپولیس پیوست و مدتی هم به عنوان کمک‌مربی، مشاور و مدیر فنی در تیم‌های ملی زنان ایران حضور داشت. او نقش مهمی در شکل گرفتن تیم ملی زنان ایران و موفقیت‌های این تیم داشت. حسین عبدی در سال ۱۳۹۸ به عنوان سرمربی تیم ملی نوجوانان ایران انتخاب شد. اما او جای خود را به عنوان سرمربی به عباس چمنیان داد.
در فروردین ۱۴۰۱ اعضای کمیته فنی فدراسیون فوتبال حکم به انتخاب حسین عبدی به عنوان سرمربی تیم ملی نوجوانان دادند. در تیر ۱۴۰۲ تیم فوتبال نوجوانان ایران، با کسب مقام سوم آسیا جواز حضور در رقابت‌های جام جهانی نوجوانان را کسب کرد.

## افتخارات
تیم ملی نوجوانان ایران
- قهرمان تورنمنت کافا ۲۰۲۲[۳][۴][۵]